# ジュリエット・ビノシュ in ラヴァーズ・ダイアリー
『ジュリエット・ビノシュ in ラヴァーズ・ダイアリー』（ジュリエット・ビノシュ イン ラヴァーズ・ダイアリー、Elles）は2011年のフランス・ドイツ・ポーランドの官能映画。
監督はマウゴシュカ・シュモフスカ、出演はジュリエット・ビノシュとヨアンナ・クーリグ、アナイス・ドゥムースティエなど。
第36回トロント国際映画祭で初公開され、2012年2月にフランスで初めて一般公開された。
日本では劇場未公開で、WOWOWで放送された後、2013年3月にDVDが発売された。

## ストーリー
フランス版『ELLE』 の記者で、夫と2人の息子たちとパリで何不自由なく暮らしているアンヌは、女子大生の援助交際に関する記事を執筆するために売春婦として働く女子大生に取材することになる。ほとんどの学生が記事にされることに乗り気でない中、アンヌは2人の女子大生の説得に成功し、インタビューすることになる。進学のためにポーランドから留学してきた、挑発的で野心的な性格の経済学部学生アリツィアと、地味で田舎くさい生い立ちを投げ捨てることを決意してパリの準備学級に入学した繊細なシャルロットの2人である。
アンヌは彼女らから惨めさや嘆きを予想していたが、予想とは違い自由、誇り、エンパワーメントを見い出す。様々な縛りから解放された2人の女子生徒に対するアンヌの職業的な興味が個人的なものに変化したことにより、アンヌは自分自身の性的関心について疑問を持ち始める。

## キャスト
- アンヌ: ジュリエット・ビノシュ
- シャルロット: アナイス・ドゥムースティエ
- アリツィア: ヨアンナ・クーリグ
- パトリック: ルイ＝ド・ドゥ・ランクザン
- アンヌの母: クリスティナ・ヤンダ（ポーランド語版）